# Sher Bahadur Deuba
Sher Bahadur Deuba – en népalais : शेर बहादुर देउवा – est un homme d'État népalais, né le 13 juin 1946 à Mahakali, dans le district de Dadheldhura. Président du Congrès népalais, il est Premier ministre à cinq reprises entre 1995 et 2022.

## Biographie
Il a exercé les fonctions de Premier ministre du Népal à cinq reprises :
- du 12 septembre 1995 au 12 mars 1997 ;
- du 26 juillet 2001 au 4 octobre 2002 ;
- du 3 juin 2004 au 1er février 2005 ;
- du 7 juin 2017 au 15 février 2018 ;
- depuis le 13 juillet 2021.

Le 14 août 2008, il est désigné par son parti, le Congrès népalais (présidé par le Premier ministre démissionnaire Girija Prasad Koirala) comme chef du groupe parlementaire du parti à l'Assemblée constituante et candidat du parti aux fonctions de Premier ministre, dans le scrutin devant intervenir le 15 août, et qui l'oppose à Prachanda (Pushpa Kamal Dahal), président du Parti communiste du Népal (maoïste), Prachanda étant mathématiquement assuré de l'emporter, compte tenu du soutien du Parti communiste du Népal (marxiste-léniniste unifié) et du Forum des droits du peuple madhesi, Népal.
Conformément à un accord conclu avec Pushpa Kamal Dahal, ce dernier démissionne le 24 mai 2017 et Sher Bahadur Deuba est élu Premier ministre le 6 juin suivant par 388 voix favorables et 170 voix défavorables.
Après la victoire de la coalition de gauche aux élections législatives de 2017, Deuba est remplacé comme Premier ministre par Khadga Prasad Sharma Oli le 15 février 2018.
Le 12 juillet 2021, la Cour suprême déclare illégale la dissolution du Parlement et ordonne la nomination de Deuba comme Premier ministre en vertu de l'article 76-5 de la Constitution. Il est désigné par la présidente Bidya Devi Bhandari et prend ses fonctions le 13 juillet, en même temps que le poste de ministre des Affaires étrangères.